# Collegio elettorale di Bourg Saint-Maurice
Il collegio elettorale di Bourg Saint-Maurice è stato un collegio elettorale uninominale del Regno di Sardegna. Fu istituito con il Regio editto del 17 marzo 1848; comprendeva i mandamenti di Bourg Saint-Maurice e Aime.

## Dati elettorali
Nel collegio si svolsero votazioni per sei legislature. In seguito divenne parte del collegio elettorale di Moutiers.

### I legislatura
Le votazioni si svolsero in 222 collegi uninominali a doppio turno. Come previsto dal decreto n. 680 del 17 marzo 1848, era eletto al primo turno il candidato che «riunisce in suo favore più del terzo dei voti del total numero dei membri componenti il collegio e più della metà dei suffragi dati dai votanti presenti all'adunanza» (art. 92). Se nessun candidato era eletto, al ballottaggio tra i due candidati con più voti era eletto chi otteneva il maggior numero di voti (art. 93) o, in caso di ugual numero di voti, il maggiore d'età (art. 94).
| Partito                            | Partito                            | Candidato                          | Risultati 27 aprile 1848 | Risultati 27 aprile 1848 |
| Partito                            | Partito                            | Candidato                          | Voti                     | %                        |
| ---------------------------------- | ---------------------------------- | ---------------------------------- | ------------------------ | ------------------------ |
|                                    | —                                  | François Carquet                   | 190                      | 54,60                    |
|                                    | —                                  | Andrea Charvaz                     | 158                      | 45,40                    |
|                                    |                                    |                                    |                          |                          |
| Iscritti                           | Iscritti                           | Iscritti                           | 942                      | 100,00                   |
| ↳ Votanti (% su iscritti)          | ↳ Votanti (% su iscritti)          | ↳ Votanti (% su iscritti)          | 714                      | 75,80                    |
| ↳ Voti validi (% su votanti)       | ↳ Voti validi (% su votanti)       | ↳ Voti validi (% su votanti)       | 348                      | 48,74                    |
| ↳ Schede non valide (% su votanti) | ↳ Schede non valide (% su votanti) | ↳ Schede non valide (% su votanti) | 366                      | 51,26                    |
| ↳ Astenuti (% su iscritti)         | ↳ Astenuti (% su iscritti)         | ↳ Astenuti (% su iscritti)         | 228                      | 24,20                    |

### II legislatura
Le votazioni si svolsero in 222 collegi uninominali a doppio turno con la stessa normativa precedente (al primo turno un numero di voti maggiore di un terzo degli iscritti).
| Partito                            | Partito                            | Candidato                          | Risultati 22 gennaio 1819 | Risultati 22 gennaio 1819 |
| Partito                            | Partito                            | Candidato                          | Voti                      | %                         |
| ---------------------------------- | ---------------------------------- | ---------------------------------- | ------------------------- | ------------------------- |
|                                    | —                                  | François Carquet                   | 447                       | 69,30                     |
|                                    | —                                  | Ippolito Grand                     | 198                       | 30,70                     |
|                                    |                                    |                                    |                           |                           |
| Iscritti                           | Iscritti                           | Iscritti                           | 931                       | 100,00                    |
| ↳ Votanti (% su iscritti)          | ↳ Votanti (% su iscritti)          | ↳ Votanti (% su iscritti)          | 664                       | 71,32                     |
| ↳ Voti validi (% su votanti)       | ↳ Voti validi (% su votanti)       | ↳ Voti validi (% su votanti)       | 645                       | 97,14                     |
| ↳ Schede non valide (% su votanti) | ↳ Schede non valide (% su votanti) | ↳ Schede non valide (% su votanti) | 19                        | 2,86                      |
| ↳ Astenuti (% su iscritti)         | ↳ Astenuti (% su iscritti)         | ↳ Astenuti (% su iscritti)         | 267                       | 28,68                     |

### III legislatura
Le votazioni si svolsero in 204 collegi uninominali a doppio turno con la normativa del 1848 (al primo turno un numero di voti maggiore di un terzo degli iscritti).
| Partito                            | Partito                            | Candidato                                    | Risultati 15 luglio 1849 | Risultati 15 luglio 1849 |
| Partito                            | Partito                            | Candidato                                    | Voti                     | %                        |
| ---------------------------------- | ---------------------------------- | -------------------------------------------- | ------------------------ | ------------------------ |
|                                    | —                                  | François Carquet                             | 381                      | 65,46                    |
|                                    | —                                  | Hyacinthe Fidèle Avet (Giacinto Fedele Avet) | 201                      | 34,54                    |
|                                    |                                    |                                              |                          |                          |
| Iscritti                           | Iscritti                           | Iscritti                                     | 1 089                    | 100,00                   |
| ↳ Votanti (% su iscritti)          | ↳ Votanti (% su iscritti)          | ↳ Votanti (% su iscritti)                    | 609                      | 55,92                    |
| ↳ Voti validi (% su votanti)       | ↳ Voti validi (% su votanti)       | ↳ Voti validi (% su votanti)                 | 582                      | 95,57                    |
| ↳ Schede non valide (% su votanti) | ↳ Schede non valide (% su votanti) | ↳ Schede non valide (% su votanti)           | 27                       | 4,43                     |
| ↳ Astenuti (% su iscritti)         | ↳ Astenuti (% su iscritti)         | ↳ Astenuti (% su iscritti)                   | 480                      | 44,08                    |

### IV legislatura
Le votazioni si svolsero in 204 collegi uninominali a doppio turno con la normativa del 1848 (al primo turno un numero di voti maggiore di un terzo degli iscritti).
| Partito                            | Partito                            | Candidato                                    | Risultati 9 dicembre 1849 | Risultati 9 dicembre 1849 |
| Partito                            | Partito                            | Candidato                                    | Voti                      | %                         |
| ---------------------------------- | ---------------------------------- | -------------------------------------------- | ------------------------- | ------------------------- |
|                                    | —                                  | François Carquet                             | 488                       | 64,38                     |
|                                    | —                                  | Hyacinthe Fidèle Avet (Giacinto Fedele Avet) | 270                       | 35,62                     |
|                                    |                                    |                                              |                           |                           |
| Iscritti                           | Iscritti                           | Iscritti                                     | 1 089                     | 100,00                    |
| ↳ Votanti (% su iscritti)          | ↳ Votanti (% su iscritti)          | ↳ Votanti (% su iscritti)                    | 862                       | 79,16                     |
| ↳ Voti validi (% su votanti)       | ↳ Voti validi (% su votanti)       | ↳ Voti validi (% su votanti)                 | 758                       | 87,94                     |
| ↳ Schede non valide (% su votanti) | ↳ Schede non valide (% su votanti) | ↳ Schede non valide (% su votanti)           | 104                       | 12,06                     |
| ↳ Astenuti (% su iscritti)         | ↳ Astenuti (% su iscritti)         | ↳ Astenuti (% su iscritti)                   | 227                       | 20,84                     |

### V legislatura
Le votazioni si svolsero in 204 collegi uninominali a doppio turno con la normativa del 1848 (al primo turno un numero di voti maggiore di un terzo degli iscritti).
| Partito                            | Partito                            | Candidato                            | Primo turno 8 dicembre 1853 | Primo turno 8 dicembre 1853 | Ballottaggio 11 dicembre 1853 | Ballottaggio 11 dicembre 1853 |
| Partito                            | Partito                            | Candidato                            | Voti                        | %                           | Voti                          | %                             |
| ---------------------------------- | ---------------------------------- | ------------------------------------ | --------------------------- | --------------------------- | ----------------------------- | ----------------------------- |
|                                    | —                                  | François Carquet                     | 341                         | 53,87                       | 481                           | 60,96                         |
|                                    | —                                  | Théophile-Victor de Chevron Villette | 292                         | 46,13                       | 308                           | 39,04                         |
|                                    |                                    |                                      |                             |                             |                               |                               |
| Iscritti                           | Iscritti                           | Iscritti                             | 1 112                       | 100,00                      | 1 112                         | 100,00                        |
| ↳ Votanti (% su iscritti)          | ↳ Votanti (% su iscritti)          | ↳ Votanti (% su iscritti)            | 655                         | 58,90                       | 792                           | 71,22                         |
| ↳ Voti validi (% su votanti)       | ↳ Voti validi (% su votanti)       | ↳ Voti validi (% su votanti)         | 633                         | 96,64                       | 789                           | 99,62                         |
| ↳ Schede non valide (% su votanti) | ↳ Schede non valide (% su votanti) | ↳ Schede non valide (% su votanti)   | 22                          | 3,36                        | 3                             | 0,38                          |
| ↳ Astenuti (% su iscritti)         | ↳ Astenuti (% su iscritti)         | ↳ Astenuti (% su iscritti)           | 457                         | 41,10                       | 320                           | 28,78                         |

L'onorevole Carquet si dimise il 3 giugno 1854. Il collegio fu riconvocato.
| Partito                            | Partito                            | Candidato                          | Primo turno 2 luglio 1854 | Primo turno 2 luglio 1854 | Ballottaggio 5 luglio 1854 | Ballottaggio 5 luglio 1854 |
| Partito                            | Partito                            | Candidato                          | Voti                      | %                         | Voti                       | %                          |
| ---------------------------------- | ---------------------------------- | ---------------------------------- | ------------------------- | ------------------------- | -------------------------- | -------------------------- |
|                                    | —                                  | Joseph Martin                      | 350                       | 63,75                     | 245                        | 73,80                      |
|                                    | —                                  | Pierre-Antoine Jarre               | 199                       | 36,25                     | 87                         | 26,20                      |
|                                    |                                    |                                    |                           |                           |                            |                            |
| Iscritti                           | Iscritti                           | Iscritti                           | 1 139                     | 100,00                    | 1 139                      | 100,00                     |
| ↳ Votanti (% su iscritti)          | ↳ Votanti (% su iscritti)          | ↳ Votanti (% su iscritti)          | 574                       | 50,40                     | 335                        | 29,41                      |
| ↳ Voti validi (% su votanti)       | ↳ Voti validi (% su votanti)       | ↳ Voti validi (% su votanti)       | 549                       | 95,64                     | 332                        | 99,10                      |
| ↳ Schede non valide (% su votanti) | ↳ Schede non valide (% su votanti) | ↳ Schede non valide (% su votanti) | 25                        | 4,36                      | 3                          | 0,90                       |
| ↳ Astenuti (% su iscritti)         | ↳ Astenuti (% su iscritti)         | ↳ Astenuti (% su iscritti)         | 565                       | 49,60                     | 804                        | 70,59                      |

L'onorevole Martin si dimise il 10 dicembre 1855. Il collegio fu riconvocato.
| Partito                            | Partito                            | Candidato                          | Primo turno 8 gennaio 1856 | Primo turno 8 gennaio 1856 | Ballottaggio 11 gennaio 1856 | Ballottaggio 11 gennaio 1856 |
| Partito                            | Partito                            | Candidato                          | Voti                       | %                          | Voti                         | %                            |
| ---------------------------------- | ---------------------------------- | ---------------------------------- | -------------------------- | -------------------------- | ---------------------------- | ---------------------------- |
|                                    | —                                  | Balthazard Billiet                 | 303                        | 86,57                      | 306                          | 67,40                        |
|                                    | —                                  | Amédée Greyfié de Bellecombe       | 47                         | 13,43                      | 148                          | 32,60                        |
|                                    |                                    |                                    |                            |                            |                              |                              |
| Iscritti                           | Iscritti                           | Iscritti                           | 1 134                      | 100,00                     | 1 134                        | 100,00                       |
| ↳ Votanti (% su iscritti)          | ↳ Votanti (% su iscritti)          | ↳ Votanti (% su iscritti)          | 395                        | 34,83                      | 470                          | 41,45                        |
| ↳ Voti validi (% su votanti)       | ↳ Voti validi (% su votanti)       | ↳ Voti validi (% su votanti)       | 350                        | 88,61                      | 454                          | 96,60                        |
| ↳ Schede non valide (% su votanti) | ↳ Schede non valide (% su votanti) | ↳ Schede non valide (% su votanti) | 45                         | 11,39                      | 16                           | 3,40                         |
| ↳ Astenuti (% su iscritti)         | ↳ Astenuti (% su iscritti)         | ↳ Astenuti (% su iscritti)         | 739                        | 65,17                      | 664                          | 58,55                        |

### VI legislatura
Le votazioni si svolsero in 204 collegi uninominali a doppio turno dopo la modifica dei collegi della Sardegna nel 1856; venne applicata la normativa del 1848 (al primo turno un numero di voti maggiore di un terzo degli iscritti).
| Partito                            | Partito                            | Candidato                          | Risultati 15 novembre 1857 | Risultati 15 novembre 1857 |
| Partito                            | Partito                            | Candidato                          | Voti                       | %                          |
| ---------------------------------- | ---------------------------------- | ---------------------------------- | -------------------------- | -------------------------- |
|                                    | —                                  | Jacques Chevray                    | 425                        | 58,46                      |
|                                    | —                                  | Balthazard Billiet                 | 302                        | 41,54                      |
|                                    |                                    |                                    |                            |                            |
| Iscritti                           | Iscritti                           | Iscritti                           | 1 143                      | 100,00                     |
| ↳ Votanti (% su iscritti)          | ↳ Votanti (% su iscritti)          | ↳ Votanti (% su iscritti)          | 755                        | 66,05                      |
| ↳ Voti validi (% su votanti)       | ↳ Voti validi (% su votanti)       | ↳ Voti validi (% su votanti)       | 727                        | 96,29                      |
| ↳ Schede non valide (% su votanti) | ↳ Schede non valide (% su votanti) | ↳ Schede non valide (% su votanti) | 28                         | 3,71                       |
| ↳ Astenuti (% su iscritti)         | ↳ Astenuti (% su iscritti)         | ↳ Astenuti (% su iscritti)         | 388                        | 33,95                      |

L'elezione fu annullata il 14 gennaio 1858 perché l'eletto era un canonico capitolare. La validità dell'elezione fu sollevata alla camera il 14 gennaio con una nota del Ministero dell'interno. In base a queste note e a altri elementi fu posta all'attenzione dell'Assemblea il problema della eleggibilità dei canonici capitolari. La Camera esaminò i precedenti e, dopo discussione, decise di annullare l'elezione. Il collegio fu riconvocato.
| Partito                            | Partito                            | Candidato                          | Risultati 3 febbraio 1858 | Risultati 3 febbraio 1858 |
| Partito                            | Partito                            | Candidato                          | Voti                      | %                         |
| ---------------------------------- | ---------------------------------- | ---------------------------------- | ------------------------- | ------------------------- |
|                                    | —                                  | François Carquet                   | 412                       | 53,58                     |
|                                    | —                                  | Pierre-Antoine Jarre               | 357                       | 46,42                     |
|                                    |                                    |                                    |                           |                           |
| Iscritti                           | Iscritti                           | Iscritti                           | 1 143                     | 100,00                    |
| ↳ Votanti (% su iscritti)          | ↳ Votanti (% su iscritti)          | ↳ Votanti (% su iscritti)          | 793                       | 69,38                     |
| ↳ Voti validi (% su votanti)       | ↳ Voti validi (% su votanti)       | ↳ Voti validi (% su votanti)       | 769                       | 96,97                     |
| ↳ Schede non valide (% su votanti) | ↳ Schede non valide (% su votanti) | ↳ Schede non valide (% su votanti) | 24                        | 3,03                      |
| ↳ Astenuti (% su iscritti)         | ↳ Astenuti (% su iscritti)         | ↳ Astenuti (% su iscritti)         | 350                       | 30,62                     |